# 中島らも
中島 らも（なかじま らも、1952年〈昭和27年〉4月3日 - 2004年〈平成16年〉7月26日）は、日本の小説家、劇作家、随筆家、広告プランナー、放送作家、ラジオパーソナリティ、ミュージシャン。
本名：中島 裕之（なかじま ゆうし）。ペンネームの由来は、無声映画時代の剣戟俳優、羅門光三郎から。活動当初は「羅門」「Ramon」「らもん」等のペンネームで雑誌に詩の投稿をしており、仲間内でも「らもん」を名乗っていたが「読者に名前を覚えてもらいやすいように」と1982年に「らも」に改名した。本項では名の表記を、原則として「らも」で統一する。
兵庫県尼崎市出身。広告代理店社員のコピーライターとしてキャリアをスタートさせ、劇団・笑殺軍団リリパットアーミーを主宰し、俳優としても活動したほか、自主的団体「全国まずいもの連盟」会長を自称した。
一男一女の父で、長女は作家の中島さなえ。

## 経歴

### 生い立ち
1952年、兵庫県尼崎市の立花駅近くで、2人兄弟の次男として生を受ける。後にらもは「躁鬱病は父親から、アル中は伯父から受け継いだ」と語っている。父親は開業歯科医をしていた。後のらもと同じく、父親も躁鬱病を患っていたといい、それに起因すると思われる奇行を度々繰り返していた（小学生だったらもに突然「裕ちゃん、今日は太陽が西から昇る」と言い出しそのまま入院する、自宅の庭にローラースケート場やプールを突発的に自作する、大量の砂糖を備蓄する、弓を始める、突然、宗派を変えるなど）。また伯父（父の実兄）は酒販店を経営していたが失敗して「浮浪者同然」になり、泥酔して中島家に金の無心に来て断られては玄関先で暴れていたという。
1959年、尼崎市立七松小学校に入学。1962年、母親の勧めで神戸市立本山第一小学校に転入。スポーツ嫌いで、友人の野球の誘いを断って偉人伝を読むような子供だったという。また、将来は漫画家になりたいと思っていた。成長につれ、貸本を通じ、白土三平などの漫画や、山田風太郎などの小説に親しむ。

### 学生時代
1965年、灘中学校に、約150人の入学者中8位の成績で合格。しかし、ある教師の一言から、自分を取り巻いている環境に幻滅し、「親や教師に言われるままの勉強ロボット」になっていたことに気付いたらもは、灘校在学中に、以下の趣味に没頭した。
- ギター演奏およびバンド活動

14歳から16歳にかけて組んでいた最初のバンド名は、関西弁で「死んでしまえ」を意味する「ごねさらせ」であったという。また、弾き語りでラジオ番組『歌え! MBSヤングタウン』に出演し、「ジンとクスリ」という曲目を披露した。同時にこの頃、アルバイトで芦屋市のスナックの弾き語り出演や、大阪・キタのナイトクラブ「課長」の専属バンドマンなどを経験している。
- 漫画投稿

24ページの長編劇画で雑誌『ガロ』の新人マンガ賞の入賞が内定したものの、編集者に「長いのでページ数を半分にしてくれ」と言われて、「根が尽きて」掲載を断念している。
- 深夜ラジオ
- B級映画[18]
- 自慰
- 本の窃盗[19]

そして、コリン・ウィルソンの『アウトサイダー』や、ヒッピームーブメントに衝撃を受け、酒、たばこ、そして薬物にも手を出し始める。これらの「悪さ」のために、成績が急降下。授業もテストも受けずに「番外地」で灘校を卒業することになった。
1971年、神戸YMCA予備校の受講生となるも、同校に顔を出したのは数回で、同校が所在する三宮のパチンコ店やジャズ喫茶へと足繁く通うようになり、ジャズ喫茶にたむろする「フーテン」と共にアルコール、有機溶剤、鎮静薬・睡眠薬、大麻に耽溺。文学論、思想について雑談するなどして過ごす。らもはこの頃のことを、「ずいぶんいろんな面白い体験をしてるはずなのだが」、将来に対する不安から「あまり覚えていない」「あまりに憂うつだったので、無意識に記憶を消し去ろうとしている」と述べている。
1年間のフーテン生活の後、らもはフーテン友達による大阪芸術大学芸術学部放送学科の受験に同行し、合格。同校への入学を決める。授業にあまり出なかったため、友人はほとんどおらず、何もせず芝生に寝転がり、トンビをながめたり、構内に迷い込んできた犬の世話をしたりするなどして時間を潰していたという。この頃から急に饒舌になったかと思うと、翌日には寡黙になる、といった不安定さを見せたという。大学時代は高校在籍時から伸ばした髪が、腰まで届くほどの長髪になる。1976年に大学を卒業。卒業論文のテーマは放送トラブルの事例を集めた「放送倫理規定」であった。
この間の1970年、神戸山手女子短期大学の学生だった（のち、学校図書館の司書となる）長谷部美代子と、三宮のジャズ喫茶「バンビ」で知り合い、4年間の交際の末、1975年に結婚。2LDKのアパートで新婚生活をスタートさせた。
らもは学生と主夫の兼業をこなしていたが、妻の妊娠のため、就職の必要が生じた。しかし、らもは大学卒業間際になっても就職活動をしておらず、慌しくなる周囲を傍観しているだけであり、見かねた公認会計士の叔父の紹介により、1976年4月、印刷会社の株式会社大津屋にコネ就職。同社で5年間勤める。

### 営業マン時代
大津屋入社後、数ヶ月で仕事のシステムを覚え、広告の制作・営業を担当。新規開拓の飛び込み営業、受発注、校正、見積もり、不渡り手形の回収、差し押さえ、印刷ミスによる謝罪と何でもこなした。受け持った得意先は建築会社やボイラー会社などであった。酒が強かったらもは、親の跡目を継いだ二代目社長に新地やミナミにお供として連れられ、日付が変わってからの帰宅がほとんどであった。酒の席で社長が得意先の社員の頭を太鼓に見立てて叩いたのを見たらもは、「あんな奴でも社長になれるんや」と妻にボヤいたという。
1980年(当時28才)のある日、会社で上司が経理の女子社員ににぎりっ屁を嗅がせ、泣かせたのを見て「この会社は長くない」と感じたらもは、取引先の社員と一緒に雑誌『宣伝会議』主催のコピーライター養成講座に通い、藤島克彦、林均らに師事。半年の受講で「一等賞」を8回受賞し、賞状と「ミッキーマウスの時計」をもらって講座を修了した。
この間、1976年4月に長男が誕生。1978年6月に長女を授かる。「食うに困らないように」との願いを込め、息子には「穂」、娘には「苗」の字を含めた。

### ヘルハウス時代
1977年、宝塚市に月2万7千円の30年ローンで一戸建ての邸宅を購入している。
1979年、自費出版で散文と詩による『全ての聖夜の鎖』を発行（のちの2000年に文藝春秋より限定復刻）。この時のペンネームは「らもん」だった。
このころ、大津屋近くのカフェでウェイトレスをしていたわかぎえふと知り合う。
1980年5月、「フリーのコピーライターで食っていく覚悟をきめ」大津屋を退職。その後、この宝塚の自宅は、「中島が暇らしい」と押しかけた友人知人の他に、「自称ミュージシャン、パンクス、スキゾ、フーテン、ジャンキー、山師、グルーピー、不良外国人」のたまり場となり、学生時代の薬物遊びが再燃。知り合いの医師から処方箋を入手してハイミナールを集めたり、酒やコデインを飲んでヨタ話をしギターを弾いたり、夫婦で居候達と性交渉をしたりして過ごすうちに、この家は外国人バックパッカーらの間で「ドラッグが回ってくる家」として口コミで広がるなどし、やがて「ヘルハウス」と呼ばれる。ただ、この頃のらもはマリファナなどの違法薬物の持ち込みには厳しく、持ち込んだ者に対して「家族を巻き込むな!」と叱責してもいる。
「ヘルハウス」の1ヶ月の累計宿泊者は、100人を超えた時もあり、汲み取り式便所の汲み取り口から排泄物が溢れそうになったという。このほか、顔にドーランを塗って夜の道路を徘徊したとか、猫に睡眠薬を飲ませたら翌朝、飼っていたウサギが首だけになっていた、といったエピソードが残っている。このころの生活は、2000年に出版された自伝的な小説『バンド・オブ・ザ・ナイト』の元になった。
また、「パンクで一発、当てるつもりで」ロックバンド・PISSを結成。仲間からレコーディング費用を集めるも、レコーディング直前に費用を女に騙し取られたため頓挫した。

### コピーライター時代
1981年3月、らもは藤島克彦の紹介で広告代理店の株式会社日広エージェンシーに再就職。社長の宮前賢一は、藤島の関西学院大学時代の1年先輩に当たる人物で、卒業後も親交があった。宮前はらもの灘中高卒業という経歴に惹かれ、「カバン持ちにして連れ回したら優越感にひたれる」という理由で採用を決めた。
日広エージェンシーはその年に設立されたばかりで、宮前をふくめ、経理の女性とらもの3人しかいない会社であった。宮前はらもをほぼ毎日、夜の繁華街に連れ出して飲み歩かせ、業務に関しては「なんぼ失敗してもええぞ。全部責任はわしがとったる」と告げ、放任した。らもはそんな宮前から「仁義の切り方」を学んだという。らもは当初、得意先を回る営業を担当したが、やがて自発的に広告・テレビCM・新製品の制作企画を兼務するようになり、のちに「企画課長」の肩書を与えられた。
あまりにも仕事が暇だった（自分で営業をかけない限り仕事がなかった）ため、電柱から次の電柱まで歩く気力が無くなり「これはうつ病だ」と直感、最寄の精神科に飛び込み、渋る医師を説得してリタリンを処方してもらうことで一旦寛解したものの、依存を断ち切るために断薬し、症状を再発させているまた、在籍末期には離人症気味になり、東京・月島にあった支所（アパートの一室）にこもって仕事をおこなった。
灘高校時代の同級生、村上健が常務を務めていた（のちに代表取締役社長）、かねてつ食品（のちのカネテツデリカフーズ）をスポンサーに1982年、雑誌『宝島』に同社の広告シリーズとして『啓蒙かまぼこ新聞』を企画・制作。広告に不信感を持つ層をあえてターゲットとして、広告の構成としては異例だった投稿コーナーと漫画を通じ、スポンサー企業と読者＝消費者が一緒になって広告上で遊ぶことを通じて、消費者に商品に対する関心を持たせるという独特の方法で、翌1983年開始の同社の広告シリーズ『微笑家族』（『プレイガイドジャーナル』→『ぴあ』掲載）とともに、注目を浴びる。らもは『啓蒙かまぼこ新聞』でTCC準新人賞を受賞した。
同年、テレビのあまりの下らなさに激怒したらもは、広告・CMのプレゼンとして書き溜めていた台本を「成仏させるため」にコント用に書き直した。このコント原稿はテレビ番組『どんぶり5656』として結実した。
1984年11月から朝日新聞大阪本社版日曜版「若い広場」で、独特のユーモアを交えた人生相談コーナー『明るい悩み相談室』連載が始まる。
焼きじゃがいも事件
同連載において「祖母から焼きじゃがいもに味噌をつけて食べると死ぬと言われたが事実か?」との投書に「焼きじゃがいもに味噌をつけて食べた大多数の者が高確率でいずれ死に至る」とこの投書を事実であると回答。「人間なのだから、焼きじゃがいもに味噌を付けたものを食べようが食べまいがいずれ死ぬのは当たり前」という意図での回答だったが、それを理解出来なかった読者から「好物なのに死ぬのか」「怖い」「冗談に決まっている」と不安と疑問の声が寄せられる。これらの投書にらもは「じゃがいもに味噌をつけて食べると確実に死ぬ。誰も避けられない（但しその時期には「個人差」がある）。」と火に油を注ぐ。朝日新聞社側が事態収束のため焼きじゃがいもに味噌をつけて食べるようらもに迫り、折れたらもが実際に食して騒動は沈静化する。
1986年6月には、知人の関係する舞台のあまりの下らなさに激怒して、「笑殺軍団リリパットアーミー」を、キッチュ（現・松尾貴史）、鮫肌文殊、若木え芙（現・わかぎゑふ）、ガンジー石原、ひさうちみちお、桂吉朝らと結成、脚本執筆のほか、自ら出演もこなした。

### 作家活動
1987年、らもは宮前に独立を申し出て、快諾を受け、日広エージェンシーを退社（宮前の回想では、宮前の側から独立を促したとしている）。同年7月、「有限会社中島らも事務所」を設立し作家活動を本格化させる。宝塚の自宅には全く帰らなくなり、事務所で寝泊りするようになる。戯曲、エッセイ、小説、新作落語、バラエティ番組の脚本やコントなどを、多数執筆する。その「ひねくれたユーモア感覚」で、「関西独特のおかしさ」や「市井の奇人や奇現象」などを描き、多くの読者、ファンを獲得。元来、責任感が強い上に営業マン時代のクセで依頼された仕事を片っ端から引き受けていたらもは「仕事を断る仕事」として女性を電話番に雇う。
多忙な人気作家となるも、飲酒や薬物の摂取がもたらす酩酊から着想を得ていたらもは、やがて連続飲酒を繰り返すようになる。アルコール依存を自覚していたらもは極度の疲労感、食欲の減退、体重減少、嘔吐、失禁、異常な尿の色、黄疸を自覚するようになり、1988年秋、アルコール性肝炎と診断され、大阪府池田市内の病院に50日間入院。後にこの体験を基に、小説『今夜、すべてのバーで』を書いている。
1991年、単行本版『微笑家族』のあとがきにおいて「広告屋としての自分は、正直に言ってあまりモノにならなかった」「雑文や脚本、小説、落語などを書いて口を糊しているが（略）広告屋の看板が降ろせない。が、これは考えてみればどちらのフィールドの人にとっても気分の悪いことだろう」として、「コピーライターの看板を降ろす」と表明した。同文章では、「僕は広告を信じない。信じない人間に広告が作れるわけはない」ともしている。
1992年、『今夜、すべてのバーで』で第十三回吉川英治文学新人賞を受賞する。
1993年、『ガダラの豚』で第109回直木賞候補となる。翌年、同作で第47回日本推理作家協会賞（長編部門）を受賞する。

### 晩年
1994年（当時42才）、かつて頓挫したPISSを再結成し、ボーカルとギターを担当。2003年に結成された「らも& MOTHER'S BOYS」ではボーカルとサイドギターを担当するなど、音楽のジャンルでも活動の場を広げる。その一方、リリパットアーミーを2001年に「あほらしくなって」退団している。
『バンド・オブ・ザ・ナイト』上梓後の一時期、処方されていた薬の副作用のため目のかすみがひどくなり、自分で文字を書き、原稿を読み返すことに支障をきたすようになったため、妻の手を借り、口述筆記で執筆をおこなった。のちに、らもの処方箋を見た歯科医の実兄が副作用が激し過ぎると教え、減薬を行い、本が読めるまで回復。また、持病の躁鬱病に加え、ナルコレプシーを発症。これらの症状のため、時間概念の喪失、運動障害、躁状態がもたらす万能感からくる支離滅裂の言動がたびたび見られた。減薬と入院治療により、ある程度の回復を繰り返すも、飲酒は続けていた。
2003年2月に「オランダで尻から煙が出るほど大麻を吸ってきた」と大阪のラジオ番組で公言。この数日後、2月4日に麻薬及び向精神薬取締法違反、大麻取締法違反で逮捕。この時の家宅捜索で、大麻のほか、冷蔵庫から干からびたマジックマッシュルームが見つかる。大阪地方裁判所での初公判では弁護士から自重するよう求められていたにも関わらず持論の「大麻開放論」を展開。同年5月26日に懲役10ヶ月、執行猶予3年の判決を受ける。同年の夏、自らの獄中体験をつづったエッセイ『牢屋でやせるダイエット』を出版、手錠姿でサイン会を開くなど精力的に活動を再開した。
2004年7月15日、神戸市内で行われた三上寛、あふりらんぽのライブに飛び入り参加。終演後に三上寛と酒を酌み交わし別れた後、翌16日未明、飲食店の階段から転落して全身と頭部を強打。脳挫傷による外傷性脳内血腫のため神戸市内の病院に入院、15時間に及ぶ手術を行うも、脳への重篤なダメージにより深刻な状態が続き、自発呼吸さえ出来ない状態に陥る。
入院時から意識が戻ることはなく、事前の本人の希望に基づき、人工呼吸器を停止。同月26日8時16分死去。52歳没。

### 死後
故人の生前の希望で葬式は身内と近親者のみで密葬として行われた。遺骨は妻の手で散骨され、墓は建てていない。同年12月に中島らも事務所は閉所。
親交のあった人物らによる追悼イベントがたびたび行われている（後述）。

## 作風・執筆傾向
- 敬愛する作家について、バロウズ、セリーヌ、ヘンリー・ミラー、山田風太郎、野坂昭如、東海林さだおなどを挙げている。一番好きな作家はマンディアルグだという[62]。

ヘロインによる影響下で書かれたバロウズの『裸のランチ』に触発され、らもは『頭の中がカユいんだ』を泥酔状態で書き上げた。

## 著作

### 広告
新聞広告
- かねてつ食品→カネテツデリカフーズ
  - おせち料理用練り物（1983年 - 1984年）[63][要ページ番号]
  - 「父の日」全面広告 - 神戸新聞広告賞受賞

雑誌広告
- かねてつ食品→カネテツデリカフーズ
  - 『啓蒙かまぼこ新聞』（宝島） - TCC賞準新人賞、OCC賞受賞
  - 『微笑家族』（プレイガイドジャーナル）

テレビCM企画構成
- かねてつ食品→カネテツデリカフーズ[63][要ページ番号]
  - おせち料理用練り物（1983年 - 1984年）
  - はも板
  - クラブスティック
  - ほたて風味フライ
- 樋屋製薬[63][要ページ番号]
  - 樋屋奇應丸「すくすく編」
- 大島屋[63][要ページ番号]
  - 大島屋のり
- 宇治霊園[63][要ページ番号]

キャッチコピー
- 東宝東和
  - 映画『キャプテン・スーパーマーケット』

「こんなヒーロー見たことない!
空飛べない。変身しない。でも、イザとなったら卑怯者!
ハッタリかまして泣く子も笑う、ニューヒーローの誕生だ!!」
- 尼崎市
  - 市制70周年記念

「ぼくがすきな まちをすきな きみがすき」

### 放送番組構成
- どんぶり5656（読売テレビ）

### 単著
詩集
- 『全ての聖夜の鎖』（自費出版 1979年[2]）※「らもん」名義
  - 限定復刊版（文藝春秋 2000年12月 ISBN 4163198008）

広告集
- 『啓蒙かまぼこ新聞』（ビレッジプレス 1987年12月）『定本 啓蒙かまぼこ新聞』（新潮文庫 2008年8月）
- 『微笑家族』（ビレッジプレス 1991年8月）
- 『ネリモノ広告大全 ちくわ編』（双葉文庫 1996年7月 ISBN 4-575-71073-3）
- 『ネリモノ広告大全 ごぼてん編』（双葉文庫 1996年7月 ISBN 4-575-71074-1）
- 『株式会社日広エージェンシー企画課長中島裕之』（双葉社 2005年7月 ISBN 4575298247）

同社に保存されていた上記広告などの企画書および、テレビCMの絵コンテ（不採用作品を含む）集。
エッセイ
- 『舌先の格闘技 必殺へらず口大研究』（アニマ2001 1986年7月）
  - 舌先の格闘技（改題新版 アニマ2001 1990年3月）
    - 双葉文庫 1996年10月 ISBN 4575710830
- 『中島らものたまらん人々』（サンマーク出版 1987年8月）
  - 徳間文庫 1991年8月
  - 双葉文庫 1995年11月 ISBN 4575710652
  - 講談社文庫 2009年4月 ISBN 4062763338
- 『恋は底ぢから』（宝島社 1987年10月）
  - 集英社文庫 1992年7月 ISBN 4087498298
- 『獏の食べのこし』（宝島社 1989年3月）
  - 集英社文庫 1993年1月 ISBN 4087498883
- 『僕に踏まれた町と僕が踏まれた町』（PHP研究所 1989年6月）
  - 増補版 朝日文芸文庫 1994年7月
    - 集英社文庫 1997年8月 ISBN 4087486397
- 『変!!』（双葉社 1989年11月）
  - 双葉文庫 1995年11月 ISBN 4575710636
- 『ビジネス・ナンセンス事典』（メディアファクトリー 1990年4月）
  - 新版（講談社 1993年6月）
    - 集英社文庫 1998年3月 ISBN 4087487555
- 『しりとりえっせい』（講談社 1990年12月）
  - 講談社文庫 1993年12月 ISBN 4061855581
- 『とほほのほ』（双葉社 1991年2月）
  - 双葉文庫 1995年11月 ISBN 4575710644
- 『こらっ』（広済堂出版 1991年4月）
  - 集英社文庫 1994年2月 ISBN 408748128X
- 『西方冗土 カンサイ帝国の栄光と衰退』（飛鳥新社 1991年7月）
  - 集英社文庫 1994年7月 ISBN 4087481816
- 『愛をひっかけるための釘』（淡交社 1992年5月）
  - 集英社文庫 1995年7月 ISBN 4087483576
- 『僕にはわからない』（白夜書房 1992年12月）
  - 双葉文庫 1995年11月 ISBN 4575710660
- 『空からぎろちん』（双葉社 1995年2月）
  - 双葉文庫 1999年6月 ISBN 4575711349
- 『アマニタ・パンセリナ』（集英社 1995年12月）
  - 集英社文庫 1999年3月 ISBN 4087470253
- 『固いおとうふ』（双葉社 1997年7月）
  - 双葉文庫 2000年5月 ISBN 4575711470
- 『エキゾティカ』（双葉社 1998年5月）
  - 双葉文庫 2002年1月 ISBN 4575508128
- 『さかだち日記』（講談社 1999年4月）
  - 講談社文庫 2002年5月 ISBN 4062734338
- 『砂をつかんで立ち上がれ』（集英社 1999年11月 ISBN 4087744299）
  - 集英社文庫 2003年9月 ISBN 4087476227
- 『とらちゃん的日常』（文藝春秋 2001年10月）
  - 文春文庫 2004年2月 ISBN 4167585022
- 『世界で一番美しい病気』（角川春樹事務所 2002年6月 ISBN 4894561239）
- 『心が雨漏りする日には』（青春出版社 2002年10月）
  - 青春文庫 2005年6月 ISBN 4413093186
- 『牢屋でやせるダイエット』（青春出版社 2003年7月）
  - 青春文庫 2005年6月 ISBN 4413093194
- 『休みの国』（講談社 2003年9月 ISBN 4062117398）
  - 講談社文庫 2006年8月 ISBN 4062754878
- 『ロバに耳打ち』（双葉社 2003年10月）
  - 双葉文庫 2005年7月 ISBN 4575712981
- 『異人伝 中島らものやり口』（KKベストセラーズ 2004年6月 ISBN 4584187932）
  - 講談社文庫 2007年6月 ISBN 4062757621
- 『人生のエッセイ 中島らも その日の天使』（日本図書センター 2010年6月 ISBN 4284700391）

小説
- 『頭の中がカユいんだ』（大阪書籍 1986年2月）
  - 徳間文庫 1990年2月
  - 双葉文庫 1995年11月 ISBN 4575710679
  - 集英社文庫 2008年1月 ISBN 4087462609
- 『中島らものぷるぷる・ぴいぷる 異能作品集』（白水社 1988年12月 ISBN 4560049084）
  - ぷるぷる・ぴぃぷる（集英社文庫 1995年3月 ISBN 408748310X）
- 『お父さんのバックドロップ』（学習研究社 1989年12月）
  - 集英社文庫 1993年6月 ISBN 4087480356
- 『超老伝-カポエラをする人』（角川書店 1990年8月）
  - 角川文庫 1993年3月 ISBN 4041863015
- 『今夜、すべてのバーで』（講談社 1991年3月）第13回吉川英治文学新人賞、第10回日本冒険小説協会大賞特別大賞受賞
  - 講談社文庫 1994年3月 ISBN 4061856278
- 『人体模型の夜』（集英社 1991年11月）
  - 集英社文庫 1995年11月 ISBN 4087484033
- 『ガダラの豚』（実業之日本社 1993年3月）第47回日本推理作家協会賞受賞
  - 文庫版1 （集英社文庫 1996年5月 ISBN 4-08-748480-7）
  - 文庫版2 （集英社文庫 1996年5月 ISBN 4-08-748481-5）
  - 文庫版3 （集英社文庫 1996年5月 ISBN 4-08-748482-3）

アフリカ・シーンのモデルは、人類学者の長島信弘で、長島は当作の文庫版の解説も書いている。
- 『白いメリーさん』（講談社 1994年8月）
  - 講談社文庫 1997年8月 ISBN 4062635771
- 『永遠（とわ）も半ばを過ぎて』（文藝春秋 1994年9月）
  - 文春文庫 1997年9月 ISBN 4167585014
- 『水に似た感情』（集英社 1996年9月）
  - 集英社文庫 2000年5月 ISBN 4087471926
- 『寝ずの番』（講談社 1998年10月）
  - 講談社文庫 2001年10月 ISBN 4062732793
- 『バンド・オブ・ザ・ナイト』（講談社 2000年5月）
  - 講談社文庫 2004年2月 ISBN 4062739860
- 『空のオルゴール』（新潮社 2002年4月 ISBN 4104531014）
  - 新潮文庫 2005年1月 ISBN 4101166412
- 『こどもの一生』（集英社 2003年12月 ISBN 408774678X）
  - 集英社文庫 2006年7月 ISBN 4087460576
- 『酒気帯び車椅子』（集英社 2004年12月 ISBN 4087747352）
  - 集英社文庫 2008年7月 ISBN 4087463184
- 『ロカ』（実業之日本社 2005年4月 ISBN 4408534706）
  - 講談社文庫 2014年7月 ISBN 4062778629
- 『君はフィクション』（集英社 2006年7月 ISBN 978-4087748192）
  - 集英社文庫 2009年7月 ISBN 4087464571

コント・戯曲
- 『X線の午後』（ENBU研究所 2001年8月 ISBN 4-89987-059-0）
- 『中島らも戯曲選 1 こどもの一生／ベイビーさん』（論創社 2011年11月 ISBN 4846009769）

新作落語集
- 『らも咄』（角川書店 1991年12月）
  - 角川文庫 1994年10月 ISBN 4041863023
- 『らも咄2』（角川書店 1993年5月 ISBN 4048727427）
  - 牛乳時代 らも咄（角川文庫 1996年5月 ISBN 4041863031）

対談集
共著者は括弧内。
- 『訊く』（講談社 1996年4月）
  - 講談社文庫 1999年5月 ISBN 4062645343）
- 『逢う』（講談社 1996年9月）
  - 講談社文庫 1999年8月 ISBN 4062646528

井上陽水、チチ松村、ツイ・ハーク、筒井康隆、野坂昭如、松尾貴史、山田詠美、山田風太郎と。
- 『イッツ・オンリー・ア・トークショー』（鮫肌文殊、メディアファクトリー 2003年3月 ISBN 4840107572）

ガンジー石原、大槻ケンヂ、室井佑月、松尾貴史、仲畑貴志、ムッシュかまやつ、野坂昭如と。
- 『It's Only a Talkshow 2 ひそひそくすくす大爆笑』（鮫肌文殊、メディアファクトリー 2004年2月 ISBN 4840110425）

井筒和幸、本上まなみ、江口寿史、大槻ケンヂ、山内圭哉、萩尾望都、チューヤンと。
- 『なれずもの』（イースト・プレス 2004年10月 ISBN 4-87257-480-X）
  - 文庫ぎんが堂 2015年1月 ISBN 478167125X

柴山俊之、竹井正和、宇梶剛士、安部譲二、本上まなみ、松尾貴史と。
- 『It's Only a Talkshow 3 中島らもの誰に言うでもない、さようなら』（鮫肌文殊、メディアファクトリー 2005年3月）

高田文夫、山田ジャック、星川京児、三木俊治、ガンジー石原、松尾貴史、藤谷文子、大槻ケンヂと。
明るい悩み相談室シリーズ
- 『中島らもの明るい悩み相談室』（朝日新聞社 1987年1月）
  - 朝日文庫 1996年7月 ISBN 4-08-747475-5
- 『中島らものもっと明るい悩み相談室』（朝日新聞社 1988年12月）
  - 朝日文芸文庫 1996年7月 ISBN 4-02-264120-7
- 『中島らものさらに明るい悩み相談室』（朝日新聞社 1990年9月）
  - 朝日文芸文庫 1996年8月 ISBN 4-02-264121-5
- 『中島らものますます明るい悩み相談室』（朝日新聞社 1991年10月）
  - 朝日文芸文庫 1996年9月 ISBN 4-02-264122-3
- 『中島らものばしっと明るい悩み相談室』（朝日新聞社 1992年10月）
  - 朝日文芸文庫 1996年10月 ISBN 4-02-264123-1
- 『中島らものつくづく明るい悩み相談室』（朝日新聞社 1994年1月）
  - 朝日文芸文庫 1996年11月 ISBN 4-02-264124-X
- 『中島らものやっぱり明るい悩み相談室』（朝日新聞社 1995年6月）
  - 朝日文芸文庫 1996年12月 ISBN 4-02-264125-8
- 『中島らもの特選明るい悩み相談室 その1・ニッポンの家庭篇』（集英社文庫 2002年8月 ISBN 4-08-747475-5）
- 『中島らもの特選明るい悩み相談室 その2・ニッポンの常識篇』（集英社文庫 2002年9月 ISBN 4-08-747493-3）
- 『中島らもの特選明るい悩み相談室 その3・ニッポンの未来篇』（集英社文庫 2002年11月 ISBN 4-08-747516-6）
- 『中島らもの置き土産 明るい悩み相談室』（朝日文庫 2013年7月 ISBN 4-08-747475-5）

その他の作品集
- 『あの娘は石ころ』（双葉社 1999年6月）
  - 双葉文庫 2002年4月 ISBN 4575712086

歌詞集、エッセイおよび戯曲『ハードロックじじい』収録。
- 『何がおかしい 笑いの評論とコント・対談集』（白夜書房 2006年8月 ISBN 978-4861911866）

対談集は北村想、上岡龍太郎、モロ師岡と。付属CDには、未放送となった『末井編集長の対談番組』中島らも出演の2回分が収録。
- 『ポケットが一杯だった頃 単行本未収録原稿〈エッセイ、対談集〉』（白夜書房 2007年7月 ISBN 978-4-86191-287-0）
  - 対談集は藤原新也、山岸凉子、南伸坊、石毛直道、田村隆一と。付属CDには、エフエム大阪『中島らもの月光通信』のラジオコント30本が収録。

オムニバス
- 輝きの一瞬 短くて心に残る30編（講談社文庫、ISBN 4062639688） - 『ココナッツ・クラッシュ』を収録。

編著
- 『日本の名随筆 別巻78 毒薬』（作品社、ISBN 4878936584） - 自著の『哀しみの鋳型』の他、25人の随筆を収録。

#### 他メディア化作品
映画化
- Lie lie Lie（1997年、東映、原作「永遠も半ばを過ぎて」）

監督：中原俊 出演：佐藤浩市、豊川悦司、鈴木保奈美
- お父さんのバックドロップ（2004年、シネカノン）
- 寝ずの番（2006年、角川映画）

テレビ化
- 真・中島らも劇場 掌（1996年、毎日放送、原作「人体模型の夜」）

監督：登坂琢磨 出演：河野洋一郎、濱田万葉、小市慢太郎
- 世にも奇妙な物語 春の特別編「日の出通り商店街いきいきデー」（2008年4月、フジテレビ）

監督：石川淳一 出演：船越英一郎、筒井康隆、本田博太郎
漫画化
- ガダラの豚（2000年、双葉社、阿萬和俊・画、1巻：ISBN 978-4-575-82512-1、2巻：ISBN 978-4-575-82527-5、3巻：ISBN 978-4-575-82538-1）

### 共著
- なにわのアホぢから（関西人撲滅協会編集、ひさうちみちお・鮫肌文殊、講談社 1986年3月 ISBN 978-4-06-192052-1）
  - 復刻版（講談社 1992年6月 ISBN 4062055279）
  - 講談社文庫 1995年5月 ISBN 406185951X
- 大阪呑気大事典（大阪オールスターズ編、チャンネルゼロ編集、JICC出版局 1988年8月）
- じんかくのふいっち（わかぎえふ、マガジンハウス 1992年9月）
  - 双葉文庫 1996年10月 ISBN 4575710849
- 流星シャンハイ（糸川燿史、双葉社 1994年12月 ISBN 4575283983）
- じんかくのふいっち2（わかぎえふ、マガジンハウス 1996年1月）
  - 双葉文庫 1999年6月ISBN 4575711330
- リリパット・アーミー（わかぎえふ、角川書店 1995年12月）
  - リリパット・アーミー しこみ篇（角川文庫 1999年1月 ISBN 404186304X）
  - リリパット・アーミー ばらし篇（角川文庫 1999年1月 ISBN 4041863058）
- しりとり対談（ひさうちみちお、講談社文庫 1997年5月 ISBN 4062635208）
- その辺の問題（いしいしんじ、1998年2月 メディアファクトリー）
  - 角川文庫 2001年4月 ISBN 4041863066
  - 新潮文庫 2013年9月 ISBN 410106931X
- 名作コミックを読む（他25名、小学館 1998年7月 ISBN 409179811X）
- 夢見るごもくごはん（中島らも事務所編、チチ松村・ひさうちみちお他、双葉社 1999年6月 ISBN 4575289752）
- クマと闘ったヒト（ミスター・ヒト、メディアファクトリー 2000年8月 ISBN 4840100934）
- らもチチ わたしの半生青春篇（チチ松村、講談社 2001年12月）
  - 講談社文庫 2004年11月 ISBN 4062749335
- らもチチ わたしの半生中年篇（チチ松村、講談社 2002年2月）
  - 講談社文庫 2004年11月 ISBN 4062749343
- せんべろ探偵が行く（小堀純、文藝春秋 2003年10月 ISBN 4163595007）
  - 集英社文庫 2011年7月 ISBN 4087467201

## 出演
テレビ
- らも・チチ 関西文化夜話（NHK大阪）
- ドラマ愛の詩「浪花少年探偵団」（NHK教育・NHK大阪制作）[64]
- 連続テレビ小説「オードリー」（NHK大阪）
- ETV2001シリーズ 逆境からの脱出「酒に呑まれた日々 中島らものアルコール格闘記」（NHK教育）
- 世界わが心の旅「メキシコ・グアテマラの旅 中島らも」（NHK-BS2）
- ETV特集「マンガが時代を映してきた 60年代から90年代へ」 第1回 カウンター・カルチャーの旗手たち 「カムイ伝」の衝撃（NHK教育）
- イカにもスミにも（毎日放送）
- ジパング通信（朝日放送） - チチ松村（ゴンチチ）と共演
- 探偵!ナイトスクープ（朝日放送） - 特別顧問として数回ゲスト出演
- どんぶり5656（読売テレビ）[3]
- なげやり倶楽部（読売テレビ） - 司会、コント出演[3]
- 最後の晩餐（読売テレビ）[64]
- タモリ倶楽部（テレビ朝日）[64]
- 爆笑問題のススメ（札幌テレビ）[64]

ラジオ
- 誠のサイキック青年団（ABCラジオ） - ゲスト出演
- すみからすみまで愛なのね（MBSラジオ）
- 中島らもの月光通信（1984年 - 1988年、エフエム大阪）[3]
- SOUND LINE ラジウム音線（エフエム大阪）
- 中島らも事務所プロデュース・眠れるラジオ（1992年 - 1993年、エフエム大阪）
- らもチチ魔界ツアーズ（1997年 - 2000年、JFNC・JFN系列）
- らもチチ魔界クルーズ（2000年 - 不明、USENブロードネットワークス）

映画
- 星くず兄弟の伝説（1985年、シネセゾン） - チンピラ役
- SF サムライ・フィクション（1998年、シネカノン） - 木村伝兵衛 役
- 龍王 獣たちの掟（2002年）※特別出演
- お父さんのバックドロップ（2004年、シネカノン） - 散髪屋 役

## 音楽活動
ライブ
- 1997年
  - 4月6日：筋肉少女帯のオープニングアクト
  - 4月25日：「春一番」
  - 5月3日：「春一番」
  - 10月9日：「PISS」&「JIZZ MONKS」
- 1999年
  -     - 5月5日：「春一番1999」
- 12月31日：カウントダウン
- 2000年
  - 5月4日：「春一番2000」
  - 6月3日：サナエProdused「Flying Tackle!!」PISS出演
  - 11月6日、10日：CD「PISS FACTORY」発売記念ライブ
- 2002年
  - 5月4日：「春一番2001」
  - 5月5日：「春一番2002」
  - 5月18日：電車
  - 8月3日：MOTHER'S BOYS、大阪・ハードレインにて初ライヴ
  - 10月8日：“らも meet THE ROCKER”（全4回）
    - 第一回ゲスト：石田長生、第二回ゲスト：大槻ケンヂ、第三回ゲスト：ムッシュかまやつ

  - 10月16日：「伝説とピック」怒濤のギターライブ
- 2003年
  - 8月3日：「らも&MOTHER'S BOYS」
  - 8月27日：大槻ケンヂLIVE『プライベート・アンプラグド』
  - 10月4日：BONE IDOL発売記念『空が落ちる日』〜おまえらをすすってやる〜

### バンド
- PISS（山内圭哉、前田一知、吉村久一、コング桑田、樋野展子）
- MOTHER'S BOYS（元木正実、福井敏、岡部亘、岩井実利）
- FATHER'S GIRLS（中島さなえ、藤谷文子、行岡久恵、天辰葉菜絵）

## 評伝
- 中島らも烈伝（鈴木創士、河出書房新社 2005年1月 ISBN 978-4-309-01688-7） - 著者はフランス文学者、翻訳家。らもとは学生時代からの友人で、らもの著作に「エス」「鈴木」「sou」という名で登場している。
- KAWADE夢ムック 別冊文藝 中島らも（河出書房新社 2005年2月 ISBN 978-4309976914）
- 中島らも Rockin' Forever（白夜書房 2005年10月 ISBN 978-4-86191-038-8）
- らも 中島らもとの三十五年（中島美代子、集英社 2007年7月 ISBN 978-4-08-775381-3）- 中島らもと連れ添った未亡人の回想録。
- ユリイカ 中島らもについて（青土社 2008年2月）
- らぶれたあ オレと中島らもの6945日 鮫肌文殊 講談社 2016年11月23日 ISBN 978-4062203609

他に、蒼井上鷹の長編ミステリ『出られない五人』(2006年祥伝社）は、中島をモデルとした物故作家の強い影響下で登場人物が動く密室劇となっており、全篇にわたってオマージュが捧げられている。この作家本人はプロローグにしか登場しないが、架空の作品がたびたび引用される。

## 追悼イベント
- 2004年
  - 8月27日：大槻ケンヂLIVE『プライベート・アンプラグド』
  - 10月14日：中島らも追悼ライブ
- 「うたっておどってさわいでくれ〜RAMO REAL PARTY〜」

2014年7月に『中島らもメモリアルWEEK 2014』と題して親交のあった芸能関係者を招いたコント、朗読会、トークショー、音楽ライブ、落語会、らも原作・出演の映画上演会などが行われた。
- 中島らも没後15周年ライブ「うたっておどってさわいでくれ」

2019年7月29日に、味園ユニバースで、中島らもと関係があった人たちのバンドが集まったライブ